# Oncidium endocharis
Oncidium endocharis är en orkidéart som beskrevs av Heinrich Gustav Reichenbach. Oncidium endocharis ingår i släktet Oncidium och familjen orkidéer. Inga underarter finns listade i Catalogue of Life.